# انژی
انژی اس.ای. (به فرانسوی: Engie SA) یک شرکت برق فرانسوی است، که به‌عنوان دومین شرکت برق جهان شناخته می‌شود. دفتر مرکزی این شرکت در شهر پاریس، فرانسه قرار دارد. این شرکت در عمل، در زمینه تولید برق، توزیع گاز طبیعی و انرژی‌های تجدیدپذیر اشتغال دارد.
شرکت انژی، در تاریخ ۲۲ ژوئیه ۲۰۰۸ پس از ادغام شرکت گاز دو فرانس (Gaz de France) و شرکت سوئز (Suez) تأسیس شد. شرکت سوئز یکی از قدیمی‌ترین شرکت‌های ثبت شده در اروپا می‌باشد، که در سال ۱۸۵۸ به منظور ساخت کانال سوئز، تأسیس شد.
در سال ۲۰۱۰ شمار کارکنان انژی؛ ۲۳۶٬۰۰۰ نفر اعلام شد، که در دفاتر و شعب مختلف این شرکت در سراسر جهان، پراکنده می‌باشند. همچنین شمار ۱٬۲۰۰ پژوهشگر و کارشناس در ۹ مرکز تحقیق و توسعه این شرکت، فعالیت می‌نمایند. در سال ۲۰۱۰ شرکت انژی، درآمدی معادل ۸۴٬۵ میلیارد یورو درآمد داشته‌است.
انژی در فهرست بازارهای بورس یورونکست پاریس و در بورس اوراق بهادار بروکسل ذکر شده‌است. همچنین نام این شرکت، در فهرست شرکت‌های عضو در شاخص کک ۴۰ و شاخص بل ۲۰ نیز قرار دارد.